# Mannheimer Straße (Heilbronn)
Die Mannheimer Straße ist eine Straße im Nordwesten der Innenstadt von Heilbronn. Sie geht im Osten in die Weinsberger Straße über und führt im Westen zum Europaplatz. Durch sie führen die Bundesstraßen B 27 und B 39, weswegen sie eine wichtige Verkehrsader im Norden der Stadt ist. 
Nachdem man nach dem Zweiten Weltkrieg die Flussarme des Neckars beim Bollwerksturm mit den Trümmern der Altstadt auffüllte, wurde 1954 die Mannheimer Straße auf dem alten Flussbett eingeweiht und nach der Stadt Mannheim benannt. Für die Stadtbahn Nord wurden ab April 2011 neue Fahr- und Abbiegespuren angelegt, da die Paulinenstraße und die Schaeuffelenstraße zu Einbahnstraßen umfunktioniert wurden.

## Bauwerke
- Südöstlich an der Grenze zur Weinsberger Straße befindet sich ein Teil des Theaterforums K3.
- Direkt neben dem K3 steht ein Testfeld für Sehbehinderte, das die Mannheimer Straße mit der Sülmermühlstraße verbindet.
- Im nordwestlichen Teil der Straße befindet sich seit 2008 der Bildungscampus mit mehreren Bildungsinstitutionen.
- Im etwaigen Mittel der Straße gibt es im Süden jeweils eine Einfahrt zum Eisstadion Heilbronn und zum City-Parkhaus am Bollwerksturm.
- Im Nordwesten befinden sich südlich der Straße das in den frühen 1970er erbaute REV Rollsportstadion und der Campuspark, der für die Bundesgartenschau 2019 aufgewertet wurde. Vorher waren auf dem Areal auch ein Minigolfplatz und ein Außensportgelände für die Dammschule.[4]